# Zagrebačka nogometna zona 1964./65.
Zagrebačka nogometna zona  je bila jedna od zona Prvenstva Hrvatske, te liga trećeg stupnja nogometnog prvenstva Jugoslavije u sezoni 1964./65. 
 
Sudjelovalo je 14 klubova, a prvak je bila "Segesta" iz Sisak. 

## Ljestvica
| mj. | klub                | ut. | pob. | ner. | por. | gol+ | gol- | bod |
| --- | ------------------- | --- | ---- | ---- | ---- | ---- | ---- | --- |
| 1.  | Segesta Sisak       | 26  | 16   | 7    | 3    | 70   | 30   | 39  |
| 2.  | Metalac Zagreb      | 26  | 16   | 3    | 7    | 69   | 34   | 35  |
| 3.  | Metalac Sisak       | 26  | 16   | 2    | 8    | 59   | 43   | 34  |
| 4.  | Jedinstvo Zagreb    | 26  | 10   | 7    | 9    | 41   | 39   | 27  |
| 5.  | Karlovac            | 26  | 10   | 6    | 10   | 41   | 40   | 24  |
| 6.  | Šparta Zagreb       | 26  | 9    | 8    | 9    | 38   | 41   | 26  |
| 7.  | Borac Zagreb        | 26  | 11   | 4    | 11   | 49   | 54   | 26  |
| 8.  | Rudeš Zagreb        | 26  | 9    | 7    | 10   | 54   | 49   | 25  |
| 9.  | MTČ Čakovec         | 26  | 11   | 3    | 12   | 57   | 57   | 25  |
| 10. | Elektrostroj Zagreb | 26  | 9    | 6    | 11   | 46   | 41   | 24  |
| 11. | Sloboda Varaždin    | 26  | 10   | 4    | 12   | 50   | 48   | 24  |
| 12. | Jedinstvo Ogulin    | 26  | 8    | 8    | 10   | 42   | 60   | 34  |
| 13. | OTJ Zagreb          | 26  | 6    | 8    | 12   | 31   | 46   | 20  |
| 14. | Duga Resa           | 26  | 3    | 3    | 20   | 26   | 91   | 9   |

## Rezultatska križaljka
| kratica | klub                | BOR | DUR | ELS | JEDO | JEDZ | KAR | METS | METZ | MTČ | OTJ | RUD | SEG | SLO | ŠPA |
| --- | ------------------- | --- | --- | --- | ---- | ---- | --- | ---- | ---- | --- | --- | --- | --- | --- | --- |
| BOR | Borac Zagreb        |     |     |     |      |      |     |      |      |     |     |     | 1:2 |     |     |
| DUR | Duga Resa           |     |     |     |      |      |     |      |      |     |     |     | 0:4 |     |     |
| ELS | Elektrostroj Zagreb |     |     |     |      |      |     |      |      |     |     |     | 0:2 |     |     |
| JEDO | Jedinstvo Ogulin    |     |     |     |      |      |     |      |      |     |     |     | 2:3 |     |     |
| JEDZ | Jedinstvo Zagreb    |     |     |     |      |      |     |      |      |     |     |     | 1:1 |     |     |
| KAR | Karlovac            |     |     |     |      |      |     |      |      |     |     |     | 2:2 |     |     |
| METS | Metalac Sisak       |     |     |     |      |      |     |      |      |     |     |     | 4:3 |     |     |
| METZ | Metalac Zagreb      |     |     |     |      |      |     |      |      |     |     |     | 2:3 |     |     |
| MTČ | MTČ Čakovec         |     |     |     |      |      |     |      |      |     |     |     | 2:4 |     |     |
| OTJ | OTJ Zagreb          |     |     |     |      |      |     |      |      |     |     |     | 3:0 |     |     |
| RUD | Rudeš Zagreb        |     |     |     |      |      |     |      |      |     |     |     | 1:3 |     |     |
| SEG | Segesta Sisak       | 7:1 | 3:1 | 0:0 | 7:0  | 5:0  | 4:0 | 2:1  | 3:1  | 2:2 | 1:1 | 2:0 |     | 1:1 | 4:1 |
| SLO | Sloboda Varaždin    |     |     |     |      |      |     |      |      |     |     |     | 1:0 |     |     |
| ŠPA | Šparta Zagreb       |     |     |     |      |      |     |      |      |     |     |     | 2:2 |     |     |
| podebljan rezltat - utakmice od 1. do 13. kola (1. utakmica između klubova) rezultat normalne debljine - utakmice od 14. do 26. kola (2. utakmica između klubova) rezultat nakošen - nije vidljiv redoslijed odigravanja međusobnih utakmica iz dostupnih izvora rezultat smanjen * - iz dostupnih izvora nije uočljiv domaćin susreta prekrižen rezultat - poništena ili brisana utakmica p - utakmica prekinuta 3:0 p.f. / 0:3 p.f. - rezultat 3:0 bez borbe |                     |     |     |     |      |      |     |      |      |     |     |     |     |     |     |

 Izvori: